# Sale Gosse
Sale Gosse (titre original : Bad Little Kid) est une nouvelle de Stephen King publiée initialement le 14 mars 2014 sous forme de livre numérique et exclusivement en français et en allemand afin de remercier les fans de l'accueil chaleureux dont l'auteur a bénéficié lors de son séjour en Europe, en novembre 2013, pour la promotion de son roman Docteur Sleep. Elle a ensuite été intégrée au recueil de nouvelles Le Bazar des mauvais rêves, publié en 2015.

## Résumé
George Hallas est un comptable qui a été condamné à mort pour le meurtre d'un enfant. Six jours avant son exécution, il raconte à son avocat le mobile de son crime.